# Popis hrvatskih veleposlanika u Senegalu
Republika Hrvatska i Republika Senegal održavaju diplomatske odnose od 1. listopada 1997. Sjedište veleposlanstva je u Rabatu.

## Veleposlanici
Hrvatska nema rezidentno veleposlanstvo u Senegalu. 
Veleposlanstvo Republike Hrvatske u Kraljevini Maroku pokriva Republiku Tunis, Republiku Senegal, Burkinu Faso, Gabonsku Republiku, Republiku Kamerun, Islamsku Republiku Mauritaniju, Republiku Cote d'Ivoire.
| Veleposlanik          | Postavljenje       | Opoziv              | Sjedište |
| --------------------- | ------------------ | ------------------- | -------- |
| Božidar Gagro         | 20. kolovoza 1998. | 31. listopada 2000. | Rabat    |
| Dubravko Žirovčić     | 26. srpnja 2002.   | 30. lipnja 2006.    | Rabat    |
| Zvonimir Frka Petešić | 11. travnja 2014.  | 31. kolovoza 2017.  | Rabat    |

## Vanjske poveznice
- Senegal na stranici MVEP-a